# Политичке и правне расправе (књига)
Политичке и правне расправе јесу тротомно правно, политиколошко и историографско дело Слободана Јовановића, објављивано од 1908. до 1933. године у издању Издавачког и књижарског предузећа Геца Кон а.д. из Кнез Михаилове улице у Београду. Ово дело представља збирку различитих текстова, расправа, чланака, али и књига које је у различитим периодима написао и објавио Слободан Јовановић.

## О аутору
Слободан Јовановић (1869-1958) је био српски и југословенски правник и историчар, доктор правних наука, професор и декан Правног факултета Универзитета у Београду, ректор Универзитета у Београду, председник Српске краљевске академије, председник Министарског савета Краљевине Југославије, оснивач и председник Српског културног клуба. Сматра се најзначајнијим домаћим правним теоретичарем и писцем. Његова дела су, иако фундаментална у области опште правне теорије и теорије државе, дуго била скрајнута у времену комунистичке Југославије, будући да је Јовановић током Другог светског рата био председник југословенске краљевске владе у емиграцији и да је у одсуству осуђен на Београдском процесу 1946. године.

### Прва свеска
Прва свеска Политичких и правних расправа је објављена 1908. године од стране књижара издавача Геце Кона, са адресом у Кнез Михаиловој улици бр. 34. у Београду. Ту је први пут објављена Јовановићева студија Наше уставно питање у XIX веку. Такође, прва свеска је обухватала и његове и његове књиге о српском социјалисти Светозару Марковићу из 1903. године (издавач "Доситије Обрадовић", штампарија Аце М. Станојевића), као и нову студију о новинару Пери Тодоровићу, једном од оснивача и вођа Народне радикалне странке.

### Друга свеска
У другој свесци, објављеној 1910. године, нашле су се Јовановићева књига О дводомном систему (првобитно штампао Д. Димитријевић, Иван-бегова улица бр. 1 у Београду), студије о првом председнику Матице српске и творцу Српског грађанског законика књижевнику Јовану Хаџићу, као и Милану Пироћанцу, лидеру Српске напредне странке. Потом, ту су чланци о спољној политици Илије Гарашанина, Фрању Рачком и југословенству, те Штросмајеровој спољној политици. На послетку, ту је студија о Краљевини Срба, Хрвата и Словенаца, која обухвата историјске основе њеног настанка, правно тумачење њене природе, пут до првог Видовданског устава (Уставотворна народна скупштина Краљевине Срба, Хрвата и Словенаца, анализа уставних пројеката политичких странака), те расправа да ли је реч о старој или новој држави. 

### Књига трећа
Трећи део Политичких и правних расправа је изашао 1933. године, а издавач је била Издавачка књижарница Геце Кона из Кнез Михаилове улице бр. 1 у Београду. Овај последњи том је обухватао Јовановићеву књигу Српско-бугарски рат: расправа из дипломатске историје из 1901. године (издање Краљевско српске дворске књижаре Мите Стајића у Београду), студија о угарском премијеру и грофу Ђули Андрашију Старијем, као и пет чланака Из енглеске политике (Енглески парламентаризам, Енглески федерализам, Томас Карлајл, Артур Балфор, Џон Морли). 

## Издања
Први том је објављен 1908. године, а други 1910. године. Затим је 1932. године Издавачког и књижарског предузећа Геца Кон а.д. из Кнез Михаилове улице бр. 12 у Београду, поново издало прва два тома, а онда је наредне 1933. године објавила и трећи том.
Сва три тома су се, као једна књига, појавила 1990. године у оквиру првог издања сабраних дела Слободана Јовановића у 12 томова, које су заједнички издали Београдски издавачко-графички завод (БИГЗ), Југославија Публик и Српска књижевна задруга. Приређивач издања је био историчар др Радован Самарџић, редовни члан Српске академије наука и уметности, директор Балканолошког института и председник Српске књижевне задруге.
Издавачко предузеће Просвета је 2005. године објавило библиофилско издање сабраних дела Слободана Јовановића у 17 томова.